# Cat Zingano
Cathilee Deborah Zingano (Broomfield, Colorado; 1 de julio de 1982) es una artista marcial mixta estadounidense que compite en la división de peso pluma femenino, aunque también ha competido en la división peso gallo.

## Carrera de artes marciales mixtas

### Ultimate Fighting Championship
En su debut en UFC, Zingano se enfrentó a Miesha Tate el 13 de abril de 2013 en The Ultimate Fighter 17 Finale. Zingano derrotó por nocaut técnico a Miesha en la tercera ronda. Tras el evento, ambas peleadoras ganaron el premio a la Pelea de la Noche.
El 12 de julio de 2014, la UFC anunció que Cat Zingano volvería al octágono después de la lesión que le impidió enfrentarse a la campeona del peso gallo femenino Ronda Rousey. Zingano se enfrentó a Amanda Nunes el 27 de septiembre de 2014 en UFC 178. Zingano ganó la pelea por nocaut técnico en la tercera ronda.
El 28 de febrero de 2015, Zingano se enfrentó a la campeona del peso gallo femenino Ronda Rousey en UFC 184. Zingano perdió la pelea por sumisión en 14 segundos.
Zingano volvió a enfrentarse a Julianna Peña en UFC 200 el 9 de julio de 2016. Perdió el combate por decisión unánime.
Zingano se enfrentó a Ketlen Vieira el 3 de marzo de 2018, en UFC 222. Perdió la pelea por decisión dividida.
Luego se enfrentó a Marion Reneau en UFC Fight Night 133 el 14 de julio de 2018. Ganó la pelea por decisión unánime.
Zingano se enfrentó a Megan Anderson en una pelea de peso pluma el 29 de diciembre de 2018, en UFC 232. Perdió la pelea de una manera extraña, a través de un golpe técnico en la primera ronda después de una lesión en el ojo por una patada de Anderson que no le permitió continuar. El dedo de Anderson rozó el globo ocular de Zingano, lo que la hace incapaz de continuar debido a que su visión se ve borrosa. Aunque parecía que la lesión podía ser seria, más tarde, Zingano informó que la condición de su ojo estaba mejorando. El 14 de enero de 2019, se reveló que Zingano apeló la derrota con base en la definición de Reglas Unificadas de MMA sobre la extracción de los ojos.
El 14 de agosto de 2019, Zingano fue liberada de su contrato con la promoción.

### Bellator MMA
El 29 de octubre de 2019, se anunció que Zingano había firmado con Bellator MMA.
En su debut promocional, Zingano se enfrentó a Gabby Holloway en Bellator 245 el 11 de septiembre de 2020. Ganó la pelea por decisión unánime.
Zingano se enfrentó a Olivia Parker el 9 de abril de 2021 en Bellator 256. Ella ganó la pelea por sumisión en el primer asalto con llave de brazo.
Zingano estaba programado para enfrentar a Pam Sorenson el 11 de marzo de 2022 en Bellator 276.  Sin embargo, Zingano se vio obligada a retirarse debido a una lesión y la pelea fue cancelada. La pelea fue reprogramada para Bellator 282 el 24 de junio de 2022. Ganó la pelea por decisión unánime.
Zingano se enfrentó a Leah McCourt el 31 de marzo de 2023 en Bellator 293. Ganó la pelea por decisión unánime.
Zingano se enfrentó a la campeona reinante Cris Cyborg por el Campeonato de Peso Pluma Femenino de Bellator el 7 de octubre de 2023 en Bellator 300. Perdió la pelea por nocaut técnico en el primer asalto.

### Global Fight League
Está previsto que Zingano se enfrente a Alexa Conners en el evento inaugural de la Global Fight League (GFL) el 24 de mayo de 2025 en GFL 1.

## Vida personal
Zingano estaba casada con el cinturón negro de JJB Maurício Zingano. En conjunto, tienen un hijo, que la convierte en la primera madre en combatir en UFC. Su marido, Maurício Zingano, se quitó la vida el 13 de enero de 2014, a la edad de 37 años.

## Campeonatos y logros
- Ultimate Fighting Championship
  - Pelea de la Noche (Una vez)
  - Primera peleadora en ganar el premio "Pelea de la Noche" (con Miesha Tate)
  - Primera peleadora en ganar un combate por KO/TKO

- Ring of Fire
  - Campeona de Peso Gallo (Una vez, la primera)
  - Campeona de Peso Mosca (Una vez, la primera)

- Fight to Win
  - Campeona de 130 lbs (58 kg)
  - Campeona de 125 lbs (56 kg)

## Récord en artes marciales mixtas
| Resultado | Récord | Oponente          | Método                      | Evento                                 | Fecha                    | Ronda | Tiempo | Localización                  | Notas                                                      |
| --------- | ------ | ----------------- | --------------------------- | -------------------------------------- | ------------------------ | ----- | ------ | ----------------------------- | ---------------------------------------------------------- |
| Victoria  | 12–4   | Olivia Parker     | Sumisión (Armbar)           | Bellator 256                           | 9 de abril de 2021       | 1     | 2:56   | Uncasville, Connecticut       |                                                            |
| Victoria  | 11–4   | Gabby Holloway    | Decisión (unánime)          | Bellator 245                           | 11 de septiembre de 2020 | 3     | 5:00   | Uncasville, Connecticut       |                                                            |
| Derrota   | 10–4   | Megan Anderson    | TKO (lesión de ojo)         | UFC 232                                | 29 de diciembre de 2018  | 1     | 1:01   | Inglewood, California         |                                                            |
| Victoria  | 10–3   | Marion Reneau     | Decisión (unánime)          | UFC Fight Night: dos Santos vs. Ivanov | 14 de julio de 2018      | 3     | 5:00   | Boise, Idaho                  |                                                            |
| Derrota   | 9–3    | Ketlen Vieira     | Decisión (dividida)         | UFC 222                                | 3 de marzo de 2018       | 3     | 5:00   | Las Vegas, Nevada             |                                                            |
| Derrota   | 9–2    | Julianna Peña     | Decisión (unánime)          | UFC 200                                | 9 de abril de 2016       | 3     | 5:00   | Las Vegas, Nevada             |                                                            |
| Derrota   | 9–1    | Ronda Rousey      | Sumisión (armlock)          | UFC 184                                | 28 de febrero de 2015    | 1     | 0:14   | Los Ángeles, California       | Por el Campeonato de Peso Gallo de Mujeres de UFC.         |
| Victoria  | 9–0    | Amanda Nunes      | TKO (codazos y golpes)      | UFC 178                                | 27 de septiembre de 2014 | 3     | 1:21   | Las Vegas, Nevada             |                                                            |
| Victoria  | 8–0    | Miesha Tate       | TKO (rodillazos y codazo)   | The Ultimate Fighter 17 Finale         | 13 de abril de 2013      | 3     | 2:55   | Las Vegas, Nevada             | Pelea de la Noche.                                         |
| Victoria  | 7–0    | Raquel Pennington | Sumisión (rear-naked choke) | Invicta FC 3                           | 6 de octubre de 2012     | 2     | 3:32   | Kansas City, Kansas           |                                                            |
| Victoria  | 6–0    | Takayo Hashi      | KO (slam)                   | Fight to Win: Outlaws                  | 14 de mayo de 2011       | 3     | 4:42   | Denver, Colorado              | Ganó el Campeonato Femenino de FTW de 56 kg.               |
| Victoria  | 5–0    | Carina Damm       | TKO (golpes y codazos)      | Crowbar MMA: Winter Brawl              | 10 de diciembre de 2010  | 2     | 3:37   | Grand Forks, Dakota del Norte |                                                            |
| Victoria  | 4–0    | Ivana Coleman     | TKO (golpes)                | Ring of Fire 38                        | 5 de junio de 2010       | 1     | 1:54   | Broomfield, Colorado          | Ganó el Campeonato Femenino de Peso Mosca de Ring of Fire. |
| Victoria  | 3–0    | Barb Honchak      | Decisión (unánime)          | Fight to Win: Phenoms                  | 30 de enero de 2010      | 3     | 5:00   | Denver, Colorado              | Ganó el Campeonato Femenino de FTW de 58 kg.               |
| Victoria  | 2–0    | Angela Samaro     | Sumisión (anaconda choke)   | Ring of Fire 33                        | 10 de enero de 2009      | 2     | 3:40   | Broomfield, Colorado          |                                                            |
| Victoria  | 1–0    | Karina Taylor     | Sumisión (armbar)           | Ring of Fire 32                        | 13 de junio de 2008      | 1     | 2:30   | Broomfield, Colorado          | Ganó el Campeonato Femenino de Peso Gallo de Ring of Fire. |